# День профессиональных административных работников
День профессиональных административных работников (англ. Administrative Professionals Day) — интернациональный профессиональный праздник офисных работников выполняющих широкий спектр обязанностей: от приема телефонных звонков (ресепшионист) до помощника руководителя (личный секретарь). «День административных работников» отмечается по всей планете ежегодно, в среду последней полной недели апреля.

## История и празднование
«День профессиональных административных работников» ранее назывался международный или всемирный «День секретаря» (англ. Secretaries Day). Праздник появился в Соединённых Штатах Америки. Именно в США, в 1952 году, впервые прошли торжественные мероприятия, посвящённые этому профессиональному празднику. В Соединённых Штатах, праздник стали отмечать в рамках своеобразного американского праздничного марафона именуемого: «Неделя профессиональных административных работников» (англ. Administrative Professionals Week). Брендом «Administrative Professionals Week®» или «APW» владеет «Интернациональная ассоциация административных работников» (The International Association of Administrative Professionals (IAAP)) созданная в Канзасе в 1942 году. Именно IAAP, выступила с идеей проведения «Национального дня секретаря» в США. Американская идея, благодаря интернациональности ассоциации, со временем распространилась по всему миру и легко прижилась в других странах.
Инициаторы проведения этого международного дня ставили его целью достойно оценить вклад и профессиональные усилия секретарей во всех сферах деятельности, способствовать популяризации этой профессии, и воздать должное административным работникам за их нелёгкий труд.
В 2000 году «Международный день секретаря» стал называться «День профессиональных административных работников», но отмечают его в тот же день, что и раньше. С этого дня к празднованию этой даты смогли присоединиться все работники офисов и административных структур. Однако, в настоящее время за пределами США, эта дата больше позиционируется по-старому, как «День секретаря».
Согласно сведениям, которые предоставила «Интернациональная ассоциация административных работников», в этот праздничный день в ряде компаний существует традиция устраивать в честь секретарей банкеты и фуршеты, боссы стараются как можно меньше нагружать подчинённых (большинством из которых являются женщины, что придаёт празднику особый колорит), а некоторые из них награждают своих преданных помощников премиями, памятными подарками, букетами цветов, конфетами и т. п.
«День профессиональных административных работников» не является нерабочим днём.

## Другие даты празднования «Дня секретаря»
- Австралия — первая пятница мая.
- Новая Зеландия — последняя среда апреля.
- Пакистан — третья среда апреля.
- Папуа — Новая Гвинея — четвертая пятница апреля.
- ЮАР,  Зимбабве — первая среда сентября[3].